# Citroën C-Airdeam
La Citroën C-Airdeam est un concept-car du constructeur automobile français Citroën présenté au Mondial de l'automobile de Paris en 2002.

## Présentation
La C-Airdream est un coupé 2+2. Son design est proche de celui de la Citroën C4 coupé de 2004.